# Seznam slovenskih klarinetistov
Seznam slovenskih klarinetistov.

## A
- Darko Abram
- Ernest Ačkun (1930–2001)

## B
- Luka Banović (* 1993)
- Aljaž Beguš  (* 1985)
- Mate Bekavac (* 1977)
- Janez Benko (* 1978)
- Jakob Bobek (* 1982)
- Darko Brlek (* 1964)
- Bruno Brun (1910–1978)
- Borut Bučar (* 1935)

## D
- Aljoša Deferri (* 1971)
- Stanislav (Slavko) Deželak (1934–2014)
- Boštjan Dimnik (* 1977)
- Mitja Dragolič (* 1982)

## E
- Matjaž Emeršič (* 1974)

## G
- Karl Glavina (* 1955)
- Boštjan Gombač (* 1978)
- Uroš Gorenc
- Slavko Goričar (* 1943)
- Marjan Grdadolnik
- David Gregorc
- Janko Gregorc
- Mihael Gunzek (1919–2009)

## H
- Jurij Hladnik (* 1974)
- Dominik Hribovšek

## J
- Jurij Jenko (* 1963)
- Oton Jugovec

## K
- Jože Kampič
- Igor Karlin
- Tadej Kenig (* 1978)
- Dušan Kitić
- Matej Klemen
- Tomaž Kmetič (* 1969)
- Urban Knez
- Robert Kodrič
- Zoran Komac
- Janez Kotar
- Jože Kotar (* 1970)
- Jože Kregar
- Boris Kovačič (1934–1999)
- Gregor Kovačič (* 1977)
- Slavko Kovačič (* 1973)
- Srečko Kovačič (* 1950)
- Oto Kožuh
- Matic Nejc Kreča
- Peter Kuder (* 1979)
- Tomaž Kukovič
- Damijan Kolarič ( 1970

## L
- Uroš Lajevec
- Daniel Leskovic
- Bojan Logar (* 1973)
- Bojan Lugarič

## M
- Franc Maček (* 1968)
- Domen Marn
- Franc Marot
- Janez Mazej (* 1975)
- Matevž Mercina
- Boštjan Mesarec
- Matjaž Mrak (? - ?)
- Vito Muženič

## N
- Matevž Novak

## O
- Matej Oblak
- Vilko Ovsenik (1928–2017)

## P
- Štefan Petek (* 1966)
- Sebastijan Petrič
- Valter Petrič
- Bogomir Pikš
- Ervin Plevnik
- Albert Podgornik
- Vito Prel

## R
- Uroš Razpotnik
- Boris Rener (* 1973)
- Katijana Rener  (* 1996)
- Mitja Repnik (* 1980)
- Mitja Ritlop
- Jure Rogina
- Uroš Rojko (* 1954)
- Albin Rudan (1933–2009)

## S
- Jakob Saje
- Dušan Sodja (* 1972)
- Ati Soss (1930–1986)
- Robert Stanič
- Loča Stiplošek

## T
- Tadej Tomšič (* 1973)
- Franc Tržan (1927–2016)
- Borut Turk
- Milan Turk
- Žan Trupej (* 1999)

## U
- Anton Umek (* 1964)

## V
- Damjan Vajde
- Dušan Veble
- Sandi Vrabec
- Matjaž Vodišek
- Peter Vrhunc

## Z
- Jani Zavec
- Bojan Zelenjak (* 1977)
- Bojan Zeme
- Alojz Zupan - Vuj (1935–2012)
- Andrej Zupan (* 1972)